# Dracs 1991 Supporters
Dracs 1991 Supporters és un grup d'animació del Futbol Club Barcelona, va ser fundat el 6 de gener de 1991, ubicats en la tercera graderia del gol sud del Camp Nou i que va evolucionar des de l'animació a les grades del futbol fins a l'animació a les grades del Palau Blaugrana, on dona suport incondicionalment les seccions esportives del F.C. Barcelona de bàsquet i futbol sala. Al bàsquet animen juntament amb les penyes barcelonistes Sang Culé Cor Català i Penya Blaugrana de Bàsquet Meritxell, sent Dracs 1991 el grup d'animació més nombrós i potent.

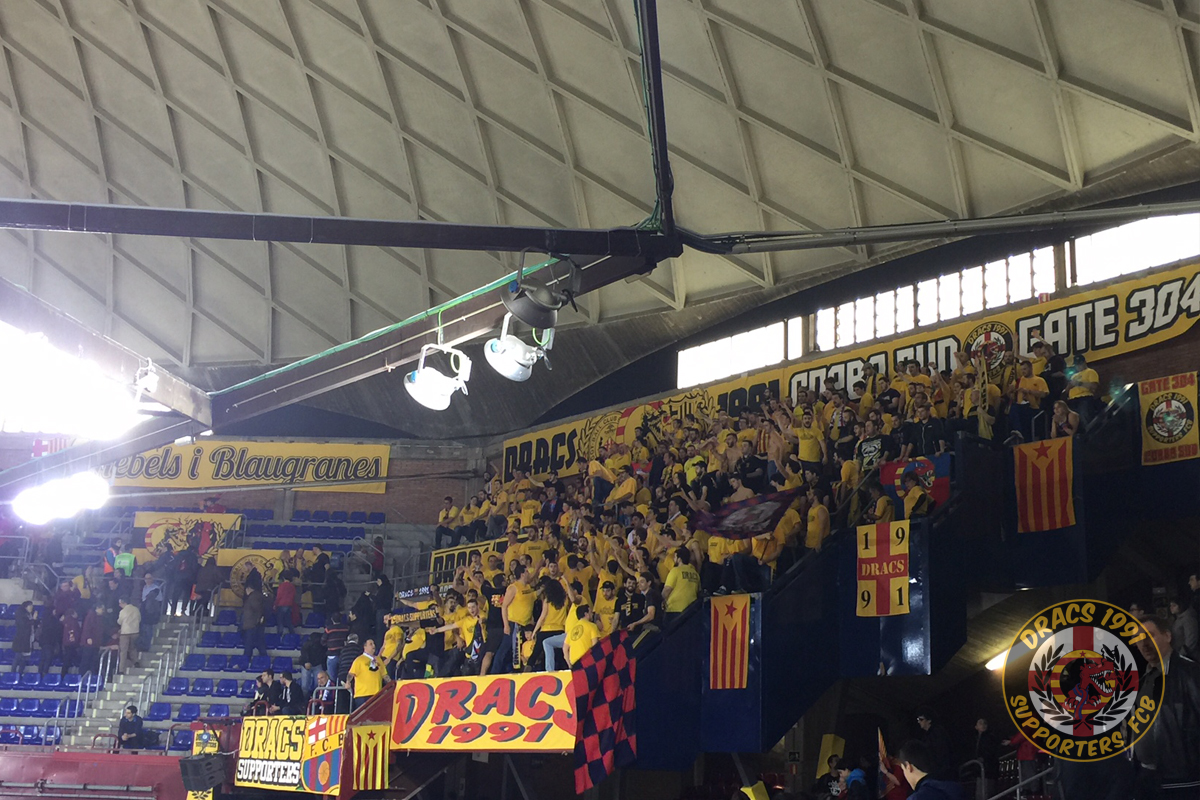
Grada dels Dracs 1991. Corba Sud del Palau Blaugrana

Encara que el seu nom porten el nom de Supporters, no és un grup radical, s'autodefineixen com un grup d'animació amb un tarannà propi i molt ben definit: rebuig a la violència i a les agressions. Una ideologia clarament d'esquerres independentistes i defensores de la identitat de Catalunya. Un grup amb un model propi d'animació format pel millor del model anglès, argentí, italià i grec. Una forma d'entendre el barcelonisme des d'un punt de participació i complicitat amb els jugadors.